# 阿比山
阿比山是坐落于马来西亚砂拉越姆鲁山国家公园内的一座石灰岩山。邻近的本那拉山和布达山（Mount Buda）是与之同源。阿比山以其独特的石灰岩熔岩地貌而闻名，特别是所谓的“尖峰（pinnacle）”。